# Espectroscopia gama
A espectroscopia gama ou espectrometria gama é um método analítico não-destrutivo que permite a identificação e quantificação de isótopos emissores de raios gama em uma grande variedade de matrizes. Numa única medição e com mínima preparação, a espectrometria gama permite a determinação simultânea de diversos elementos na amostra.
Os elementos que emitem radiação gama espontaneamente são chamados de radionuclídeos ou radioisótopos e podem ter origem antrópica ou natural. Essas emissões são capturadas por materiais especiais que compõem o detector de radiação gama, convertidas em sinais elétricos, amplificadas e processadas por um sistema eletrônico que gera um espectro de contagens de emissões em função da energia de emissões. A partir deste espectro é possível inferir quais são os elementos presentes em uma amostra e suas respectivas concentrações.
Esta técnica é amplamente utilizada no monitoramento de radioatividade ambiental, forênsica nuclear, medicina, segurança na produção e manuseio de radiofármacos, geologia, mineralogia, astrofísica e monitoramento de processos industriais. Atualmente, estima-se que mais de 200 mil espectrômetros gama se encontram em operação nos meios acadêmicos e industriais. Devido à sua natureza altamente técnica, a capacitação de cientistas e engenheiros neste método analítico tem se mostrado um desafio contínuo.

## Conceitos básicos

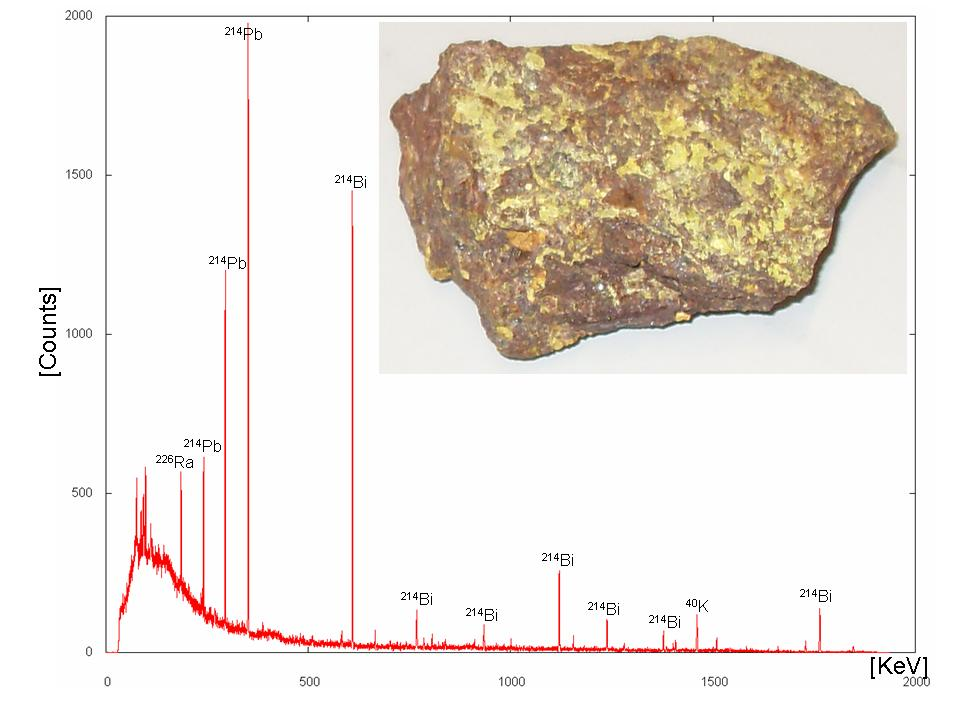
Espectro de radiação gama do urânio natural, mostrando cerca de uma dúzia de linhas discretas sobrepostas em um contínuo, permitindo a identificação dos radionuclídeos ^{226}Ra e ^{214}Bi que fazem parte da cadeia de decaimento do urânio.

### Natureza da radiação
A radiação eletromagnética é constituída de fótons originados durante a transição entre dois estados de uma partícula ligada num orbital eletrônico ou nuclear. As radiações eletromagnéticas de interesse para a espectroscopia gama são os raios gama, que são resultados da transição entre estados excitados dos núcleos dos átomos; e os raios X, por ajustes das camadas eletrônicas e na interação de partículas carregadas com o núcleo.

### Interação entre radiação e matéria
Os detectores de radiação são dispositivos capazes de indicar a presença de radiação devido à interação desta com um meio material. Há vários processos de interação que podem ser observados por um detector, sendo os mais comuns aqueles que envolvem a geração de cargas elétricas, a geração de luz, a sensibilização de películas fotográficas, a criação de traços ou buracos no material, a geração de calor e alterações da dinâmica de certos processos químicos. Normalmente um detector de radiação faz parte de um sistema capaz de transformar esses efeitos em um valor relacionado a uma grandeza de medição dessa radiação.
Das diversas maneiras que os raios gama podem interagir com a matéria, apenas três mecanismos são importantes para a espectroscopia gama: efeito fotoelétrico, espalhamento Compton e produção de pares. Sendo assim, a detecção de um raio gama depende criticamente da interação do fóton com o material absorvente, de modo que sua energia seja transferida completa ou parcialmente para o elétron no material. O efeito fotoelétrico predomina para raios gama de baixa energia (até algumas centenas de keV); produção de pares, para raios gama de alta energia (acima de 5-10 MeV); e espalhamento Compton, o mecanismo mais provável de ocorrer entre esses dois extremos. O número atômico do meio de interação também influencia na probabilidade de cada mecanismo ocorrer.

## Componentes e princípio de funcionamento

### Detector
O detector é o centro do sistema de espectroscopia gama, sendo ele projetado não somente para indicar a existência de radiação gama, mas também para discriminar a energia da radiação incidente sobre seu meio material. Uma vez que raios gama e raios X não possuem carga elétrica e não produzem ionização ou excitação diretamente no material pelo qual eles atravessam, a detecção deste tipo de radiação depende da transferência de sua energia para elétrons ou para pósitrons (no caso de aniquilação) do detector. Uma vez que os radionuclídeos emitam raios gama com energias características e bem definidas, torna-se possível a identificação de cada elemento radioativo nas proximidades do detector.
Os detectores utilizados no sistema de espectrometria podem ser de dois tipos: detector de cintilação ou detector semicondutor. A escolha de um tipo de detector em particular depende da faixa de energia de interesse e requisitos mínimos de eficiência e resolução para a aplicação em questão. Considerações adicionais incluem performance em diferentes taxas de contagens e custo do equipamento.

Funcionamento de um detector de cintilação. O raio gama incidente gera um pulso luminoso que é multiplicado pelos dínodos e transformado em pulso elétrico.

#### Detector de cintilação
Certas substâncias especiais produzem uma pequena quantidade de fótons visíveis quando há sobre elas incidência de raios gama. Estas substâncias são chamadas de cristais cintiladores e são a matéria-prima dos detectores de cintilação. O pulso de luz produzido pela interação do raio gama com o cristal cintilador é convertido em um pulso elétrico por um tubo fotomultiplicador. O fotomultiplicador consiste em um fotocátodo, um eletrodo de focalização e 10 ou mais dínodos que multiplicam o número de elétrons secundários produzidos na incidência dos raios gama ou raios X no cristal cintilador.
As propriedades do cristal cintilador necessárias para bons detectores são a transparência, a disponibilidade em grandes volumes e produção de centelhas proporcional à energia dos raios gama. Relativamente poucos materiais têm boas propriedades para detectores. Os cristais de iodeto de sódio (NaI) são comumente usados. O alto número atômico do iodo proporciona boa eficiência para a detecção de raios gama. Uma pequena quantidade de tálio é adicionada para dopar o cristal, sendo este material designado como NaI(Tl). A vantagem dos cristais de NaI(Tl) é sua alta densidade (3,667 g·cm-3), implicando em uma maior taxa de absorção de raios gama e, consequentemente, maior eficiência de detecção. Detectores NaI(Tl) têm uma resolução típica de 60 keV para o raio gama de 662 keV do 137Cs para um cristal de 7,6 cm de diâmetro por 7,6 cm de comprimento. A eficiência de detecção deste mesmo raio gama fica entre 30 e 60% para fontes pontuais.

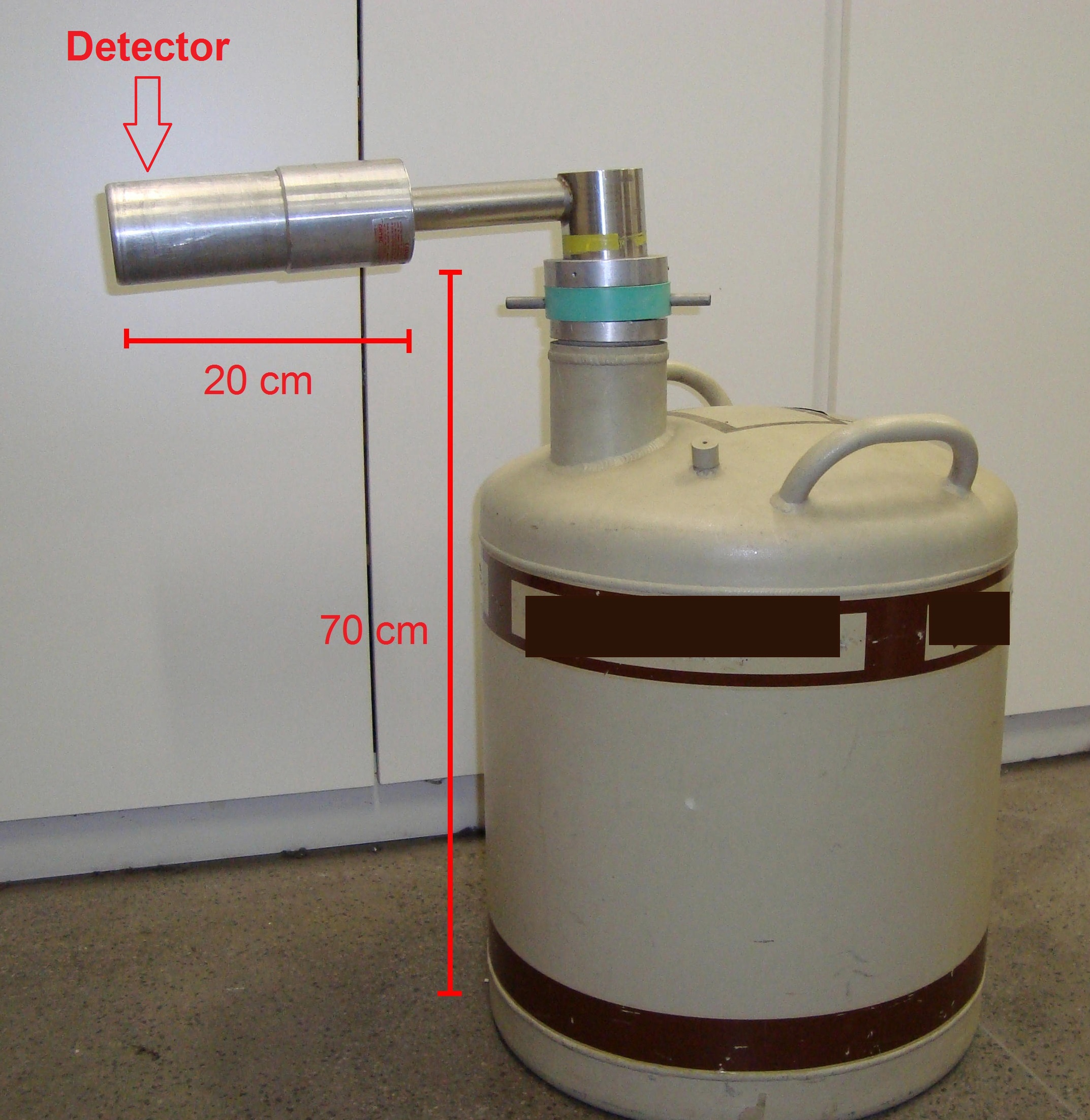
Detector HPGe horizontal acoplado a um dewar contendo nitrogênio líquido.

#### Detectores semicondutores
Os detectores semicondutores tem como componente fundamental os diodos semicondutores com estrutura P-I-N em que a região intrínseca (I) é sensível a radiações ionizantes, particularmente raios X e raios gama. Sob polarização reversa, um campo elétrico se estende através da região intrínseca. Quando os fótons interagem com o material dentro do volume depletado de um detector, transportadores de carga (pares elétrons-lacuna) são produzidos e atraídos pelo campo elétrico para os eletrodos P e N. Esta carga, que é proporcional à energia depositada no detector pelo fóton incidente, é convertido em um pulso de tensão por um pré-amplificador sensível a cargas.
O material mais utilizado na construção dos detectores semicondutores é o germânio de alta pureza (em inglês:  high-purity germanium ou HPGe). Detectores HPGe requerem um fornecimento de nitrogênio líquido para mantê-lo em baixíssima temperatura. Como o germânio tem uma largura de banda proibida relativamente estreita, esses detectores devem ser resfriados para reduzir a geração térmica de transportadores de carga (e consequentemente fuga de corrente reversa) para um nível aceitável. Caso contrário, o ruído induzido pela fuga de corrente prejudica a resolução do detector. Nitrogênio liquido, que tem uma temperatura de 77 K ou -196 °C, é o meio de resfriamento mais comum para tais detectores. O detector normalmente é montado em uma câmara de vácuo que está anexada ou inserida em um vasilhame térmico (dewar), ou em um refrigerador elétrico. As superfícies sensíveis do detector estão, portanto, protegidas da umidade e condensação.

### Analisador multicanal[carecede fontes?]
O impulso de tensão produzido pelo detector (ou pelo fotomultiplicador em um contador de cintilação) é conformado por um analisador multicanal (em inglês:  multi-channel analyzer ou MCA). O analisador multicanal leva o sinal de tensão muito pequeno produzido pelo detector, o transforma em forma gaussiana ou trapezoidal e converte esse sinal em um sinal digital. Em alguns sistemas, a conversão analógico-digital é realizada antes do pico ser conformado. O conversor analógico-digital (ADC) também classifica os pulsos por altura. Os ADCs têm números específicos de "caixas" nas quais os pulsos podem ser classificados; essas caixas representam os canais no espectro. O número de canais pode ser alterado na maioria dos sistemas modernos de espectroscopia gama, bastando modificar as configurações do software. Os valores comuns incluem 512, 1024, 2048, 4096, 8192 ou 16384 canais. A escolha do número de canais depende da resolução do sistema e da faixa de energia em estudo.

## Características do espectro de raios gama
Um típico espectro gerado pelo sistema de espectrometria gama é constituído de vários picos sobrepostos em um fundo contínuo de radiação Compton, contendo informações úteis sobre as energias e intensidades relativas dos raios gama emitidos pela fonte e absorvidas pelo detector.